# Karl Coronini-Cronberg

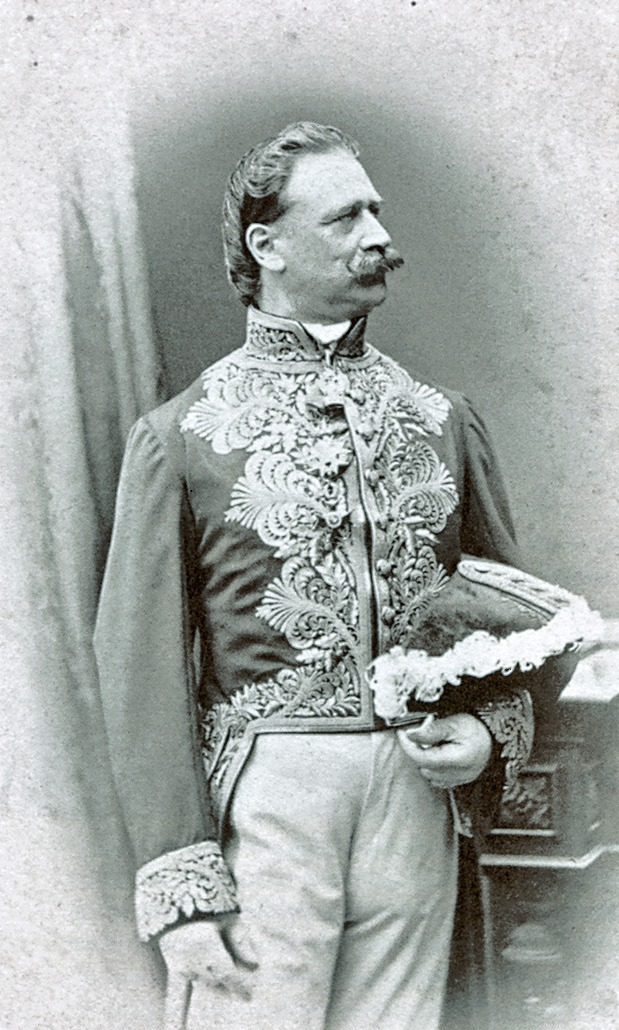
Karl Coronini-Cronberg (zweite Hälfte des 19. Jahrhunderts)

Karl Graf Coronini-Cronberg (* 29. April 1818 in Paris; † 2. Jänner 1910 in Görz) war ein österreichischer Beamter, Politiker und Schriftsteller. Er war Landespräsident von Salzburg, Abgeordneter zum Abgeordnetenhaus des Österreichischen Reichsrats und Abgeordneter zum Krainer Landtag.

## Ausbildung und Beruf
Coronini-Cronberg entstammte dem Adelsgeschlecht derer Grafen Coronini von Cronberg und wurde als Sohn des Herrschaftsbesitzers und Mitglieds der Frankfurter Nationalversammlung Michael Coronini-Cronberg geboren. Er studierte zwischen 1837 und 1841 Rechtswissenschaft an der Universität Olmütz und studierte zudem von 1850 bis 1851 Medizin an der Universität Wien. Von 1851 bis 1852 setzte er dieses Studium an der Universität Heidelberg, danach von 1852 bis 1853 an der Universität von Paris fort. Im Jahr 1853 promovierte er schließlich in Erlangen zum Doktor med.
Coronini-Cronberg war bereits 1841 in den Staatsdienst im Österreichischen Küstenland eingetreten und wurde 1845 Kreiskommissär in Görz. Im Jahr 1846 wechselte er in dieser Funktion nach Olmütz, von 1848 bis 1849 kehrte er als Kreiskommissär nach Görz zurück. Coronini-Cronberg wurde 1853 Statthaltereisekretär in Zadar und wechselte 1855 als Stathaltereirat und Kreishauptmann nach Trient. Danach war er 1858 Delegat in Venedig und ab 1859 Hofrat an der Statthalterei Triest. Nachdem er ab 1861 als Vizepräsident der Statthalterei in Innsbruck gewirkt hatte, übernahm er 1867 das Amt des Landtagspräsidenten von Salzburg, wobei er in diesem Jahr auch zum Geheimen Rat ernannt wurde. Er ging 1869 in den Ruhestand und übersiedelte nach Görz.
Coronini-Cronberg war Mitbesitzer der Güter Hollenburg, Finkenstein und Landskron. Er veröffentlichte 1881 die lyrische Gedichtsammlung „Schau um dich her“ und verfasste epische Dichtungen und Novellen. Des Weiteren schrieb er den Text für das Lied Die Fischerstochter  von Franz Liszt.

## Politik
Coronini-Cronberg war von 20. Mai 1867 bis 8. August 1868 Abgeordneter des Abgeordnetenhauses und vertrat dort den Krainer Großgrundbesitz. Er wurde ebenfalls in der Kurie des Großgrundbesitzes am 28. März 1867 in den Krainer Landtag, wo er ebenfalls am 8. August 1868 auf sein Mandat verzichtete. Coronini-Cronberg wirkte des Weiteren von 1872 bis 1873 als Bürgermeister von Görz.